# Psychotria jambosioides
Psychotria jambosioides är en måreväxtart som beskrevs av Diederich Franz Leonhard von Schlechtendal. Psychotria jambosioides ingår i släktet Psychotria och familjen måreväxter. Inga underarter finns listade i Catalogue of Life.